# سية باز
سية باز هي قرية في مقاطعة خوي، إيران. عدد سكان هذه القرية هو 2,867 في سنة 2006.